# 谷津翼
谷津 翼（やつ つばさ、1996年10月31日 - ）は、日本の俳優、クリエイター。茨城県出身。

## 経歴
- 2016年1月6日、男女混合ダンス＆ボーカルユニット「TRYZERO」[2]結成。所属。
- 2017年12月26日、現事務所N-weedに「TRYZERO」が正式に所属契約[3]。
- 2018年、ミュージカル・テニスの王子様3rdシーズンに一氏ユウジ役として出演し、本格的に俳優デビュー[4]。
- 2020年10月9日、「TRYZERO」から卒業。
- 2021年10月15日、千田京平と共同でTikTok「ブリとカワウソ」を開設。
- 2023年1月1日、N-weedから離れ、フリーランスとして活動していく事をXで報告。
- 2023年3月4日、「ブリとカワウソ」YouTubeチャンネルを開設。

## 人物
- 愛称は「つばさ」「つーちゃん」「やつばさ」「ウィング」等。
- 「TRYZERO」では、ラップやパフォーマーリーダー等を担当。
- 趣味はダンス、洋服屋巡り。
- 特技はスポーツ全般、早口言葉。

## 出演

### 舞台

#### 2018年
- ミュージカル『テニスの王子様』3rdシーズン 青学vs四天宝寺（12月20日 - 2019年2月17日、日本青年館ホール 他）- 一氏ユウジ 役[4]

#### 2019年
- ミュージカル『テニスの王子様』3rdシーズン - 一氏ユウジ 役
  - TEAM Party SHITENHOJI（5月23日 - 6月1日、日本青年館ホール 他）[5]
  - 全国大会 青学vs立海 前編（7月11日 - 9月29日、TOKYO DOME CITY HALL 他）[6]
  - 秋の大運動会 2019（10月8日 - 9日、横浜アリーナ）[7]

#### 2020年
- えんとつ町のプペル THE STAGE（1月21日 - 26日、AiiA 2.5 Theater Kobe / 1月30日 - 2月5日、天王洲 銀河劇場） - ダン 役[8]
- ミュージカル『テニスの王子様』3rdシーズン - 一氏ユウジ 役
  - Thank-you Festival 2020（3月1日 夜公演、カルッツかわさき ホール）[9]
  - Dream Live 2020（5月22日 - 24日、大阪城ホール / 5月29日 - 31日、ぴあアリーナMM）→新型コロナウイルス感染防止のため全公演中止
- 『おとぎ裁判 第3審～魔法の豆はマネーまみれ キミのハートをジャックする♪～』（12月12日 - 19日、紀伊國屋サザンシアター TAKASHIMAYA） - ヴァイオレット 役[10]

#### 2021年
- 舞台『レジスタンスイレブン～未知なる敵からの卒業～　ボーイズ版』（3月12日 - 16日、R’sアートコート）[11]
- Monkey Works Vol.06『明日は捲る』（4月14日 - 18日、シアターサンモール） - 峰翔太 役[12]
- 舞台『One Night Butterfly』（8月12日 - 15日、有楽町よみうりホール / 8月21日 - 22日、ABCホール） - 魚住健 役[13]→新型コロナウイルス感染防止のため大阪公演中止
- 舞台『スペースなスペース』（11月3日 - 7日、アトリエファンファーレ東池袋） - 宇宙人B 地球名「クラ・スシロー」 役[14]

### 映像・WEB

#### 2020年
- 主役の椅子はオレの椅子（9月16日 - 12月23日、AbemaTV）[15]

#### 2021年
- 『レジスタンスイレブン～通信部隊』（3月5日 - 4月1日、日テレプラスWebチャンネル）
  - 「レジスタンスイレブン～通信部隊 其の一の陣～」
  - 「レジスタンスイレブン～通信部隊 其の二の陣～」
  - 「レジスタンスイレブン～通信部隊 其の三の陣～」

2022年
- 映画「邯鄲の夢ーかんたんのゆめー」[16]

#### ゲスト出演
- キャストサイズチャンネル
  - キャストサイズニュース（#113）
  - 大志と理人の10年タイトル決まらへん～猪突猛進・真面目に体当たり～（#39、#50）
- 碕理人のふらっとおいでやす。（2020年11月5日）
- 『おとぎ裁判』直前オンラインイベント「キャッスルトーチの前室」（2020年12月1日、showroom）

### 雑誌
- 「ジャンプSQ. 2月号」谷津翼、森田力斗 インタビュー（2019年1月4日発売、集英社）
- 「JUNON 12月号」（2020年10月22日発売、主婦と生活社）

### イベント
- 谷津翼Birthday event ～Halloween～（2020年10月31日、ヤマハ銀座スタジオ）
- 第8回花の○年組（2020年11月15日、星陵会館）
- 「ATTR∀CT Debut Showcase : ATTRACTIONS #1」（2020年11月15日、KT Zepp Yokohama）[17]